# دبیرستان خضراء
دبیرستان خضرا نام یک مجموعه تلویزیونی ایرانی به کارگردانی اکبر خواجویی است که از شبکه ۲ سیمای جمهوری اسلامی ایران پخش شد. این مجموعه محصول ۱۳۷۵-۱۳۷۴ است.

## دربارهٔ سریال
داستان سریال درباره دبیرستان دخترانه‌ای است که با پیگیری دغدغه‌ها و مشکلات دختران نوجوان سعی دارد مشکلات این گروه سنی را به تصویر بکشد. با این حال محوریت خاص قصه روی شخصیت شکیبه (با بازی آزیتا حاجیان) معلم امور تربیتی است که سعی می‌کرد با فعالیت‌های مثبت و ثمربخش خود چهره‌ای مناسب از این طیف آموزشی در مدارس به نمایش بگذارد. شکیبه با ارتباطی که با دختران نوجوان داشت، دغدغه‌های آن‌ها را بررسی می‌کرد.

## عوامل تولید
- اکبر خواجویی (کارگردان)
- ابراهیم پورمنصوری (تهیه‌کننده)
- اسماعیل رحیم‌زاده (فیلمنامه‌نویس طرح اولیه)
- سیدحسن مهدوی فر (نویسنده)
- مسعود میمی (برنامه‌ریز و دستیار اول کارگردان)
- منصور نظمی (تصویربردار)
- امیرعباس نیکونژاد (نورپرداز)
- مهین نویدی و بابک شعاعی (طراح چهره‌پردازی)
- شهین نجف زاده (طراح لباس)
- علی جعفری (طراح صحنه)
- سیمین آزادی (منشی صحنه)
- بابک شعاعی، منیژه حاتم آبادی، شهرام حاتم آبادی، پروین نویدی، نگار میرزائی، میترا آقامیری (اجرای گریم)
- مرتضی قنبری (مجری صحنه و دکور)
- منیره اسماعیلی (مدیر تدارکات)
- محصول: ۱۳۷۵-۱۳۷۴ شبکه دو سیما
- شروع فیلمبرداری: اول مهر ۱۳۷۴ در دبیرستان گیو تهران

## جستارهای ویژه
- فهرست مجموعه‌های تلویزیونی ایران